# Devisenschutzkommando
Deutsche Devisenschutzkommandos wurden ab 1938 im Sudetenland, in Österreich sowie im Zweiten Weltkriege in Polen und den besetzten westlichen Staaten tätig, um als meldepflichtig erklärte Devisen, Aktien, Gold und Diamanten aus Privatbesitz zu beschlagnahmen oder einem Zwangsankauf zuzuführen. Diese Kommandos wurden mit Beamten der Zollfahndungsstellen der Reichsfinanzverwaltung besetzt  und vom Devisenfahndungsamt geführt, das dem Geheimen Staatspolizeiamt unter Reinhard Heydrich angegliedert war. Devisenschutzkommandos wirkten teilweise bei der Deportation von Juden mit.

## Tätigkeit im Osten
Ähnlich wie zuvor bei der Angliederung Österreichs und des Sudetenlandes wurde im Generalgouvernement am 15. November 1939 eine Devisenverordnung erlassen, die alsbald mit einer „Anordnung über die Sicherung jüdischer Vermögen und anonymer Guthaben...“ ergänzt wurde. Danach mussten Juden ihre Vermögenswerte auf ein einziges Konto konzentrieren und durften nur begrenzt Bargeld entgegennehmen oder Geld abheben. Ab Anfang 1940 setzten die Devisenschutzkommandos ihre Tätigkeit unter geänderter Bezeichnung als Zollfahndungsstelle fort. Sie fahndeten nach nicht angemeldeten Werten,  durchsuchten planmäßig  Schließfächer, erstellten Strafanzeigen und leiteten beschlagnahmte Gegenstände an  den Generaltreuhänder für die Sicherstellung deutschen Kulturgutes oder die Haupttreuhandstelle Ost (HTO)  weiter.

## Tätigkeit im Westen
1940 waren die in den besetzten westlichen Ländern eingesetzten Devisenschutzkommandos den jeweiligen Militärbefehlshabern in Paris und Brüssel zugeordnet. Dieser führte die sachliche und disziplinarische Aufsicht. Das zentrale Devisenfahndungsamt in Berlin wurde Anfang 1941 aufgelöst und die Dienststellen wurden der Reichsfinanzverwaltung unterstellt. Leiter der „Abteilung westliche Länder im Devisenfahndungsamt“ wurde der 1905 geborene Zollmitarbeiter (anfangs Zolloberinspektor später Regierungsrat) SS-Hauptsturmführer Herbert Staffeldt, der auch nach einer Umstrukturierung an maßgeblicher Stelle blieb. Hermann Göring behielt sich bei der Auflösung der Behörde ein Weisungsrecht gegenüber den Devisenschutzkommandos vor. Die Beamten des Devisenschutzkommandos hatten polizeiliche Befugnisse und verfügten über Ausweise der Geheimen Feldpolizei (GFP), ohne dieser unterstellt zu sein. Sie verfügten über Durchsuchungs-, Vernehmungs- und Festnahmekompetenzen und trugen Schusswaffen. Sie trugen keine GFP-Uniformen, sondern arbeiteten in Zivil.
Während der deutschen Besatzungszeit war in diesen Ländern der Besitz von ausländischen Geldsorten, Wertpapieren sowie Reichsbanknoten verboten. Die Kommandos fahndeten danach und führten diese mittelbar der deutschen Kriegswirtschaft zu. Zusätzlich wurde nach Eigentum von Juden und emigrierten Regimegegnern gesucht, um es dann zu beschlagnahmen. Insbesondere ließ das Devisenschutzkommando die Konten von Juden sperren und entzog ihnen damit die Lebensgrundlage.
In den Niederlanden brachten Devisenschutzkommandos bis zum September 1943 Gold und Papierdevisen im Werte von 54,9 Millionen Reichsmark auf. Die Gesamtbeute (Goldschmuck, Edelmetalle, Diamanten, Wertpapiere, Bankguthaben) bis zum Abzug der deutschen Truppen wird auf 368,4 Millionen Reichsmark berechnet. Bei der Ausplünderung war die „Raubbank“ Lippmann, Rosenthal & Co. Sarphatistraat ein wesentliches Instrument. In Belgien belief sich bis September 1943 das gesamte eingezogene Vermögen in Form von Gold und Papierdevisen auf einen Wert von 46,7 Millionen Reichsmark. Überdies beteiligten sich in Belgien die Beamten der Devisenschutzkommandos regelmäßig an Razzien zur Ergreifung untergetauchter Juden.
In Frankreich sperrte das Devisenschutzkommando die Verfügung über Gold- und Devisenbestände, konnte jedoch beim Vichy-Regime keine allgemeine Anbietungs- und Verkaufspflicht erwirken. Zugriff auf das Vermögen von Juden, die keine französische Staatsbürgerschaft besaßen, bekamen die deutschen Zollbeamten offiziell erst ab Ende 1942; allerdings gab es vorher Sonderaktionen wie die Beschlagnahme des Rothschildschen Vermögens. Der Gesamtumfang der Werte, die teils auch ohne förmliche Rechtsgrundlage und gegen den Widerstand der französischen Regierung transferiert wurden, beläuft sich auf 341,3 Millionen Reichsmark.
Die Devisenschutzkommandos waren allerdings nur für die Eintreibung der Vermögen zuständig. Die Verteilung der Geldwerte oblag der Politik. Hermann Göring behielt sich die Entscheidung über die Verwendung von eingezogenen Kunstwerken vor. Dies ließ er am 5. November in einer Anordnung an den Militärbefehlshaber Paris und die anderen Behörden in den besetzten Ländern wissen.

## Steuerung ab Mitte 1941
Das Devisenfahndungsamt wurde zum 26. Mai 1941 aufgelöst. Obwohl damit das Reichsfinanzministerium über die bisherigen personalrechtlichen Kompetenzen hinaus zuständig wurde, blieb Ralf Banken zufolge „die Geschäftsgruppe Devisen der Vierjahresplanbehörde die eigentliche Steuerungszentrale für die Kommandos.“ Die „Mehrfachunterstellung“ unter Devisenfahndungsamt, Geschäftsgruppe Devisen, Militär- und Zivilverwaltung sowie Reichsfinanzminister habe die Tätigkeit der Kommandos kaum behindert.